# Сьома авеню
Сьо́ма авеню́ (англ. Seventh Avenue) — вулиця в районі Вест-Сайд боро Мангеттен. Сьома авеню починається в Гринвіч-Вілледж із перетинанням Варика- та Кларксон-стріт, обмежується 59-ю вулицею, що є межею на півдні Центрального парку, і продовжується від 110-ї вулиці, яка обмежується парком з півночі, закінчуючи мостом дамби Макомба по річці Гарлем. На південь від Центрального парку рух на вулиці односторонній та спрямований з півночі на південь. На північ — рух двосторонній.
У перетині Сьомої авеню та Бродвея знаходиться Таймс-сквер. Північна частина авеню має назву Проспект Адама Клейтона Пауелла молодшого (англ. Adam Clayton Powell Jr. Boulevard).

## Історія

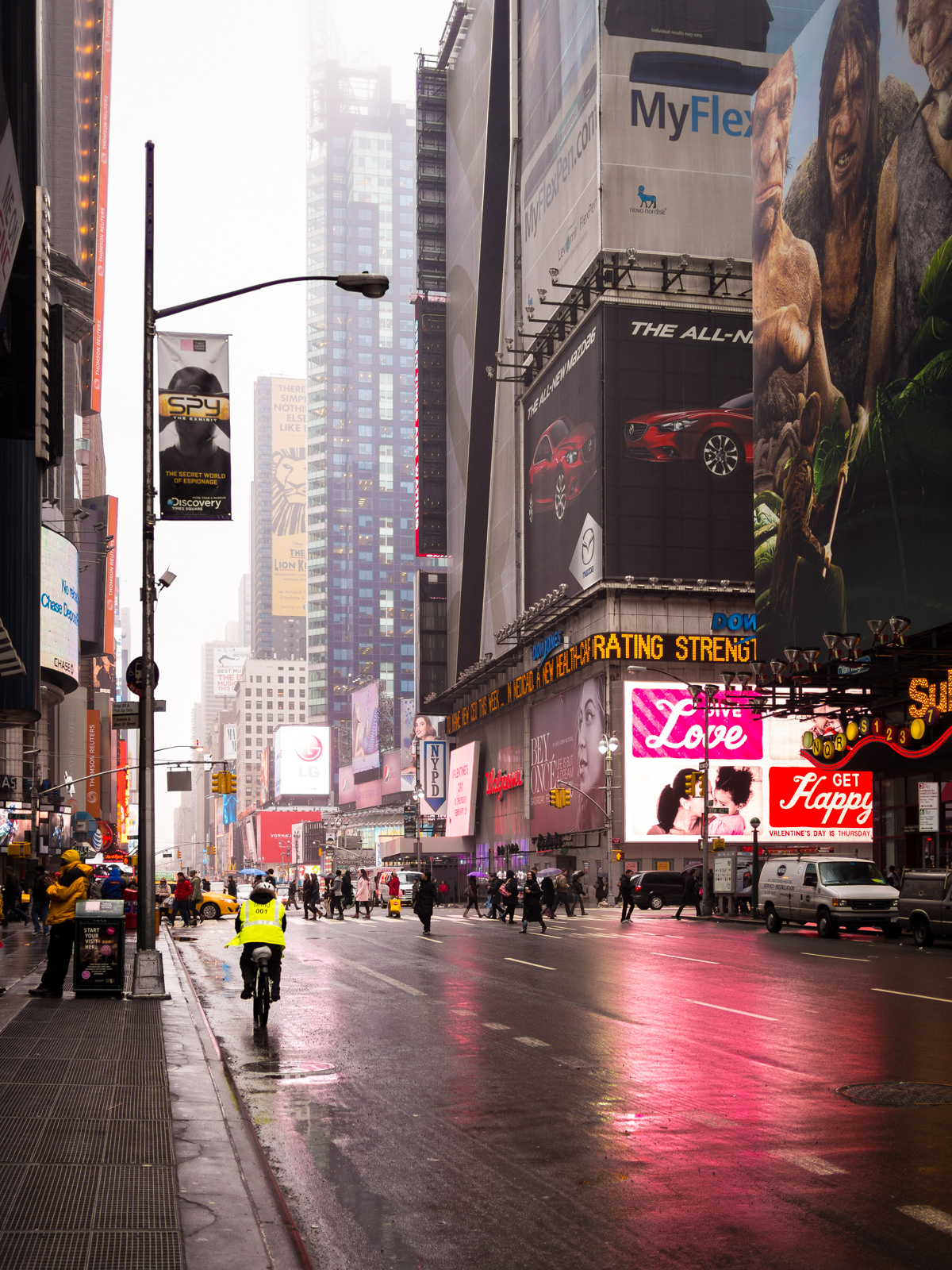
Вид у південному напрямі від перетину із 42-ю вулицею

Сьома авеню була прокладена відповідно до генерального плану Мангеттена у 1811 році.
Спочатку на півдні авеню обмежувалася 11-ю вулицею. У 1911 році бюджетна комісія Нью-Йорка ухвалила рішення продовжити вулицю. Роботи у даному напрямку були закінчені в 1914 році: авеню продовжили до Варик-стріт, остання ж була розширена. Такий крок допоміг поліпшити транспортне сполучення між Мідтауном та районом Трайбека. У ході проведення робіт було знесено безліч будівель, зокрема методистську церкву на Бедфорд-стріт 1840 року побудови. Одночасно з подовженням авеню під нею була закладена нова лінія метро. Її прокладку завершили в 1918 році.
З червня 1954 року рух по Сьомій авеню є одностороннім і спрямований на південь. Частина вулиці на північ від Таймс-сквер була двосторонньою до березня 1957 року.

## Опис
Авеню проходить через Швейний квартал, розташований між П'ятою та Дев'ятою авеню та між 34-й та 39-ю вулицями. Тому однією із назв вулиці є Модна авеню (англ. Fashion Avenue). На ній історично розташовано безліч швейних ательє і модних салонів. Деякі вуличні покажчики продубльовані і її неофіційною назвою.
Серед визначних будівель, розташованих на Сьомій авеню: Карнегі-хол, Медісон-сквер-гарден та Пенсільванський вокзал, Технологічний інститут моди, житловий будинок Олвін-Корт, готель Пенсильванія та хмарочос AXA-Еквітебл-Центр.